# ابوالقاسم انصاری کازرونی
شیخ ابوالقاسم انصاری بلیانی کازرونی، متخلّص به قاسمی، فرزند شیخ ابوحامد و نبیره شیخ نصرالبیان، مؤلّف سُلّم‌السماوات از فضلا و شعرای قرن دهم هجری و اوایل قرن یازدهم است. وی در کازرون متولد شد و در شیراز رشد و نمو یافت.
سال تولدش را در سلّم‌السماوات ۹۶۶ قمری ذکر کرده‌است. سال‌ها در محضر بزرگانی همچون ملاّ حبیب‌اللّه باغنوی مشهور به ملاّ میرزا جان، افضل‌الدّین محمّد ترکه اصفهانی، ملاّ وجیه‌الدین سلیمان قاری شیرازی و قاضی عسکر شاه طهماسب شاگردی کرده و از علم و فضل و ذوق آنان بهره‌مند بوده‌است.

## آثار
از او آثاری بر جای مانده‌است که عبارتند از سلّم‌السماوات، دیوان اشعار، خطاب الغائبین، النجوم الزاهره در تاریخ منجمان، رساله‌ای در مبدأ و معاد.
سلّم‌السماوات از گونه کتاب‌های چند دانشی و دانشنامه‌نویسی و مشتمل بر هفت مرقوم و هر یک در بحثی است.